# Port lotniczy Sligo
Sligo Airport (kod lotniska IATA: SXL / kod lotniska ICAO: EISG) – niewielki regionalny port lotniczy, znajdujący się w Strandhill, siedem kilometrów od Sligo. Lotnisko jest również bazą dla Irlandzkiej Straży Wybrzeża i siedzibą aeroklubu Sligo.

## Wypadki
2 listopada 2002 roku Fokker F27, należący do Euroceltic Airways, nie zdołał zatrzymać się przed końcem pasa startowego i zakończył lądowanie z dziobem w Zatoce Sligo. Nie było ofiar śmiertelnych.